# باشگاه فوتبال دینامو یغوارد
باشگاه فوتبال دینامو یغوارد (انگلیسی: FC Dinamo Yeghvard) یک باشگاه فوتبال در شهر یغوارد و در کشور ارمنستان می‌باشد که در لیگ دسته اول فوتبال ارمنستان بازی می‌کرد. این باشگاه در سال ۲۰۰۲ تأسیس شد و در سال ۲۰۰۳ منحل شد.

## آمار لیگ
| ارمنستان (۱۹۹۲ – ۱۹۹۹) |              |     |      |     |       |      |        |          |     |        |      |
| فصل                    | دسته         | سطح | بازی | برد | تساوی | باخت | گل زده | گل خورده | +/- | امتیاز | مکان |
| ۲۰۰۲                   | لیگ دسته اول |     | ۳۰   | ۴   | ۴     | ۲۲   | ۲۶     | ۱۱۴      | -۸۸ | ۱۶     | 14.  |
| ۲۰۰۳                   | لیگ دسته اول | -   | -    | -   | -     | -    | -      | -        | -   | '      | .    |